# Lapplands landskapsvapen (Sverige)
Lapplands landskapsvapen är: I fält av silver en stående röd vildman med grön björklövskrans på huvudet och kring länderna, hållande i höger hand en på axeln vilande klubba av guld. Vapnet kröns i likhet med alla landskapsvapen av en hertiglig krona.

## Historik
Enligt en inofficiell vapenrulla från 1580-talet representerades Lappland vid Gustav Vasas liktåg 1560 av ett vapen innehållande "två gula skidor i vitt fält". Detta motiv återkom inte mer. Vildmannen uppträder tidigast på ett par mynt, utgivna vid tiden för Karl IX:s kröning 1607 och finns även med vid dennes begravning 1612. Vildmannens färg uppges då vara svart. Sedan kom en period då vildmannen uppträdde naturfärgad. Vid fastställandet 1949 fick vapnet den nuvarande beskrivningen och vildmannen blev röd. Vapnet ingår tillsammans med Västerbottens och Ångermanlands landskapsvapen i Västerbottens läns vapen, och med enbart Västerbottens i Norrbottens läns vapen. Vildmannen finns också som en stor staty utmed E45:an, mitt i Storuman. 

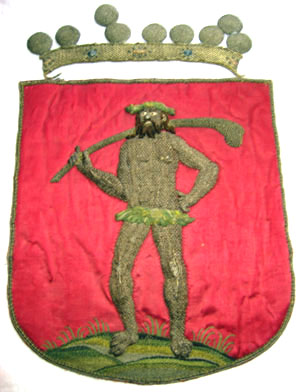
Vapen för Sveriges Lappland, broderat för hästtäcke buret vid Karl X Gustavs begravning den 4 november 1660 (Livrustkammaren)
Vapen för Finlands Lappland

Vapnet är väldigt likt vapnet för Finlands historiska Lappland, nästan den enda skillnaden ligger i tinkturerna (färgerna). Medan Sveriges Lappland har en röd vildman i fält av silver, har Finlands Lappland en vildman av silver i rött fält. Vapnet för Finlands Lappland har också en krona. Före freden i Fredrikshamn (1809) var de båda Lappland ett och samma historiska landskap. Tinkturförändringarna beror från början förmodligen på att man i gamla tider ibland använde fel tinkturer när man framställde bilder av vapen. Eftersom Finland och Sverige numera är skilda länder, har man låtit tinkturskillnaden bestå för att på ett praktiskt sätt kunna skilja de båda Lappland åt heraldiskt även om de språkligt har samma namn.